# 903 Nealley
903 Nealley este o planetă minoră (asteroid), cu un diametru de 58,065 km, din centura de asteroizi. A fost descoperită pe 13 septembrie 1918 la Observatorul din Viena de Johann Palisa. 
Obiectul prezintă o orbită caracterizată de o semiaxă mare de 3,2416740206279 UAi, o excentricitate de 0,047950538719519, o înclinație de 11,751 ° în raport cu ecliptica.